# Интернет-издание
Интернет-издание, интернет-СМИ, сетевое издание — веб-сайт, ставящий своей задачей выполнять функцию средства массовой информации (СМИ) в сети Интернет. Как и печатные издания, интернет-издания руководствуются принципами журналистики.
По жанрам интернет-издания не отличаются от офлайновых — есть новостные сайты, интернет-журналы, литературные, научно-популярные, детские, женские и т. п. Однако, если офлайновые издания выпускаются периодически (раз в день, неделю, месяц), то интернет-издания независимо от жанра обновляются по мере появления нового материала.

## Юридическое определение
Интернет-изданием (интернет-СМИ) может считаться не любой сайт. В соответствии с законом «О средствах массовой информации», принятым в последней редакции Государственной думой РФ 3 июня 2011 года, интернет-сайт может быть зарегистрирован как СМИ только в случае, если от его владельцев поступило соответствующее заявление. Новостные сайты, не имеющие регистрации Роскомнадзора, юридически к СМИ не относятся. Напротив, сайт, зарегистрированный как СМИ, может пользоваться всеми правами, предоставляемыми средствам массовой информации: получать аккредитации на мероприятия, запрашивать информацию от органов государственной власти и местного самоуправления, может пользоваться льготами при уплате страховых взносов в фонды социального страхования, получать государственную поддержку.
В Белоруссии 17 декабря 2014 года парламент принял поправки в закон «О средствах массовой информации», которые фактически приравняли информационные сайты к СМИ.
Традиционные печатные и эфирные СМИ обычно имеют свои интернет-страницы, иногда полностью повторяющие содержание офлайновых выпусков, иногда содержащие только анонсы статей и/или тексты прошлых номеров, иногда имеющие дополнительный контент. Также существуют интернет-радио и интернет-телевидение

## Новостные интернет-издания
Новостной сайт — веб-сайт, частный случай интернет-издания, специализирующийся на размещении новостей в Интернете.
Современные новостные сайты могут принадлежать СМИ, основная деятельность которых находится вне бизнеса в Интернете, или представлять собой самостоятельные интернет-проекты, не связанные с другим бизнесом. Они могут ориентироваться или на читателей отдельной страны (России, Украины), или же на более широкий круг читателей. Некоторые сайты могут находиться как на полной, так и на частичной государственной основе, в качестве их основы выступают государственные информационно-аналитические агентства. Многие новостные сайты широко используют технологии экспорта новостей, позволяя другим сайтам использовать свои новостные ленты.
Новостные сайты можно разделить по способу формирования новостной ленты: на автонаполняемые (сбором новостей в ленту занимается программа или скрипт, как правило, посредством отслеживания лент RSS), наполняемые модераторами и наполняемые пользователями (News2 и другие сайты на технологии Веб 2.0). При этом возможны комбинации — например, когда пользователь добавляет статью, а на сайте она появляется лишь после одобрения/редактирования модератором (Newsland.ru и т. п.).
Новостные сайты также делятся по географическому признаку на общегосударственные (РИА Новости и т. п.) и региональные.
| Страна         | Сайт            | Страница на YouTube                                                 | Сопряжённый телеканал           | Вещатель                          | Год запуска сайта/страницы на YouTube |
| -------------- | --------------- | ------------------------------------------------------------------- | ------------------------------- | --------------------------------- | ------------------------------------- |
| Россия         | Вести.ру        | youtube.com/user/Russia24TV Страница заблокирована сервисом YouTube | Россия 24                       | ВГТРК                             | 2001/2012                             |
| Россия         | russian.rt.com  | youtube.com/user/rtrussian Страница заблокирована сервисом YouTube  | RT                              | МИА «Россия сегодня»              | ?/2011                                |
| Германия       | tagesschau.de   | youtube.com/user/tagesschau                                         | Tagesschau 24                   | NDR                               | 1996/2006                             |
| Германия       | dw.com/de       | youtube.com/user/deutschewelle                                      | DW (Deutsch)                    | DW                                | 2004/2006                             |
| Великобритания | bbc.com/news    | youtube.com/user/bbcnews                                            | BBC News и BBC World News       | BBC                               | ?/2006                                |
| Франция        | france24.com/fr | youtube.com/user/france24                                           | France 24                       | France Medias Monde               | 2006/2006                             |
| Франция        | francetvinfo.fr | youtube.com/user/franceinfo                                         | France Info                     | France Televisions и Radio France | 2016/2016                             |
| Россия СНГ     | mir24.tv        | youtube.com/user/Mir24tv                                            | Мир 24                          | МТРК «Мир»                        | ?/2011                                |
| США            | cnn.com         | youtube.com/user/CNN                                                | CNN                             | CNN                               | ?/2005                                |
| Украина        | obozrevatel.com | youtube.com/channel/UCU92_VhWQ2uSsUt2vOjZmBw                        | Обозреватель (интернет-издание) | Обозреватель (интернет-издание)   | 2001/2020                             |

## Интернет-журнал
Интернет-журна́л (англ. online magazine) — периодическое издание в интернете. Может существовать как независимое издание, или же как онлайн-версия печатного журнала. Статьи, как правило, публикуются на регулярной основе: еженедельно или ежемесячно, и в этом похожи на блоги. Однако на главной странице (как, например, у Ежедневного журнала) обычно размещены лишь заголовки тем, а не напечатан полный текст статей.
Обычно выбирается определенная тематика: экономика, бизнес, строительство, дизайн для людей, интерьер для жизни, декор, флористика, дом и семья, здоровье, наука, сельское хозяйство и т. д.
Интернет-журналы могут как существовать на отдельных веб-сайтах, так и рассылаться по электронной почте или на CD-дисках. Некоторые издатели по истечение определенного периода записывают статьи на диск и рассылают по обычной почте.
Считается, что первый такой журнал выпускался организацией хакеров Cult of the Dead Cow. Их журнал, выходящий с 1984 года, до сих пор не прекратил своего существования. В 1985 году появился известный журнал Phrack, также посвященный взлому телефонных систем и хакингу.

## Способы оценки аудитории
Для подсчета медиа охвата (англ. Media Outreach) в случае с интернет-изданиями используются специальные методики. Чтобы оценить, сколько посетителей увидели определенный текстовый материал, можно использовать следующие способы, а также их комбинации:
- узнать, сколько текст находился на первой странице интернет-издания и общее число дневных посещений за это время;
- выяснить размер аудитории и частоту обновления сайта;
- учесть другие составляющие, в частности количество подписчиков RSS-ленты; новостные рассылки, авторазмещение материалов в блоге или соцсети[4].

В октябре 2017 года, по данным опроса ВЦИОМ, 16 % опрошенных совершеннолетних россиян ежедневно читали газеты и журналы в интернете (онлайн издания, электронные версии печатных газет), еще 20 % читают несколько раз в неделю. Доля опрошенных, предпочитающих электронные версии статей, выросла до 47 %.